# آتش پشتیبان

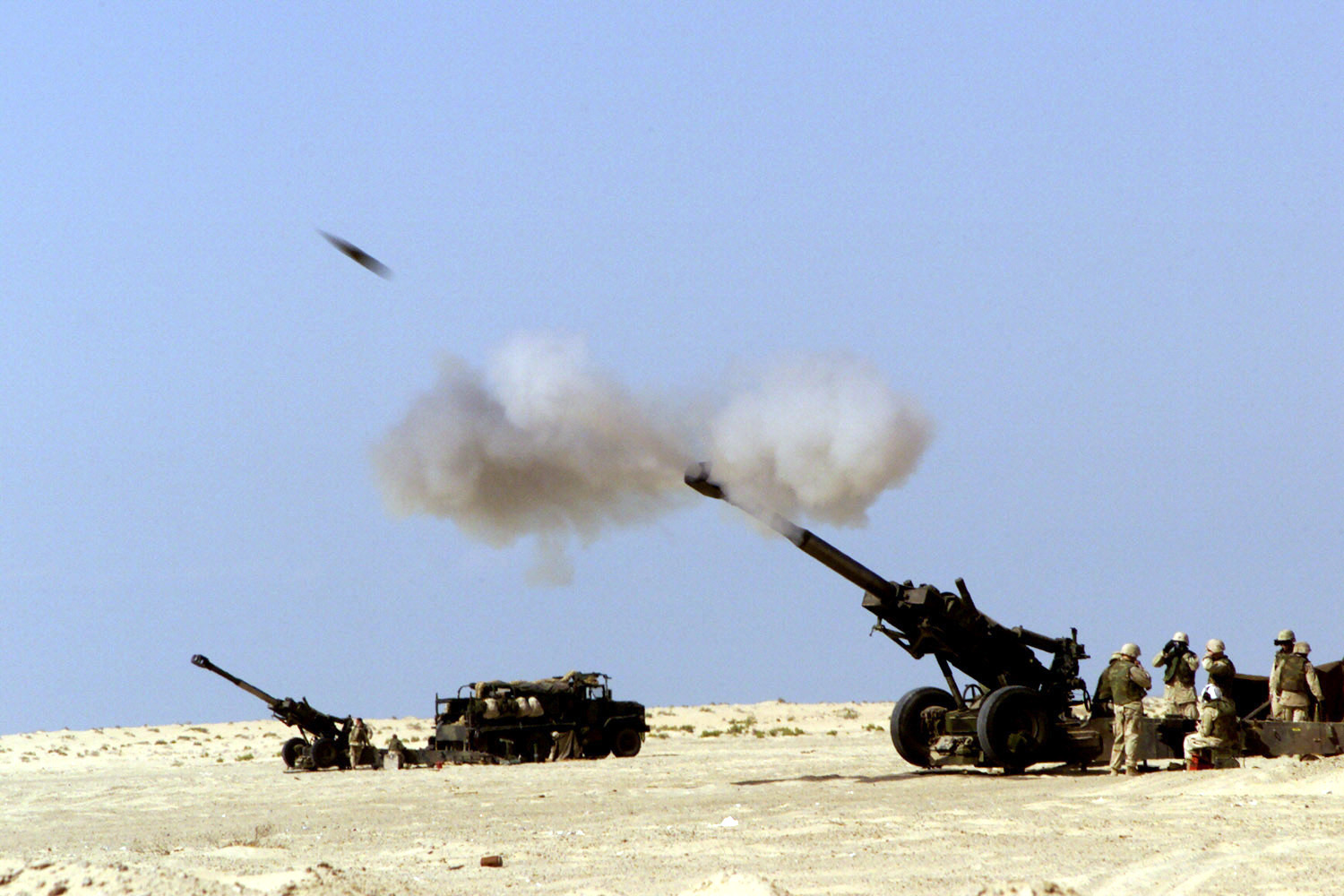
هویتزرهای ۱۵۵ م‌م ام۱۹۸ در یک تمرین آتش پشتیبان

آتش پشتیبان به حجم آتش دوربردی گفته می‌شود که برای حمایت یا حفاظت از نیروهای حاضر در خط مقدم جبهه شلیک می‌شود. آتش پشتیبان معمولاً توسط توپخانه یا از طریق پشتیبانی هوایی نزدیک و غالباً با هدایت یک ناظر آتش پیشرو اجرا می‌شود. محدودهٔ آتش پشتیبان در واقع میدان نبرد را شکل داده یا حتی آن را تعریف می‌کند. آتش پشتیبان از زمان پیدایش توپخانه‌ها به بخشی از صحنهٔ نبرد تبدیل شده‌است و می‌توان آن را نقطهٔ پیوند توپخانه و نیروهای خط مقدم در نظر گرفت.
آتش پشتیبان معمولاً به صورت آتش غیرمستقیم اجرا می‌شود یعنی هدف در میدان دید نیروی مهاجم قرار ندارد و از راهنمایی‌های یک ناظر مستقر در خط مقدم برای تنظیم آتش استفاده می‌شود. اما لزوماً اینگونه نیست و ممکن است آتش مستقیم نیز در نقش آتش پشتیبان عمل کند.